# Hilifalago
Hilifalago is een bestuurslaag in het regentschap Nias Selatan van de provincie Noord-Sumatra, Indonesië. Hilifalago telt 1375 inwoners (volkstelling 2010).